# Angelo Pizzi
Pour les articles homonymes, voir Pizzi.
Angelo Pizzi est un sculpteur italien, né en 1775, mort à Venise en 1819.

## Biographie
Angelo Pizzi est l'élève de Giuseppe Franchi, sculpteur néoclassique italien. Il a travaillé sur les statues de saint-Mathieu et de saint-Simon pour le Duomo de Milan. Il est l'auteur d'une statue colossale de Napoléon. Il est professeur de sculpture à Carrare. En 1807, il s'installe à Venise et devient professeur à l'Académie des beaux-arts de Venise.

## Bibliographie

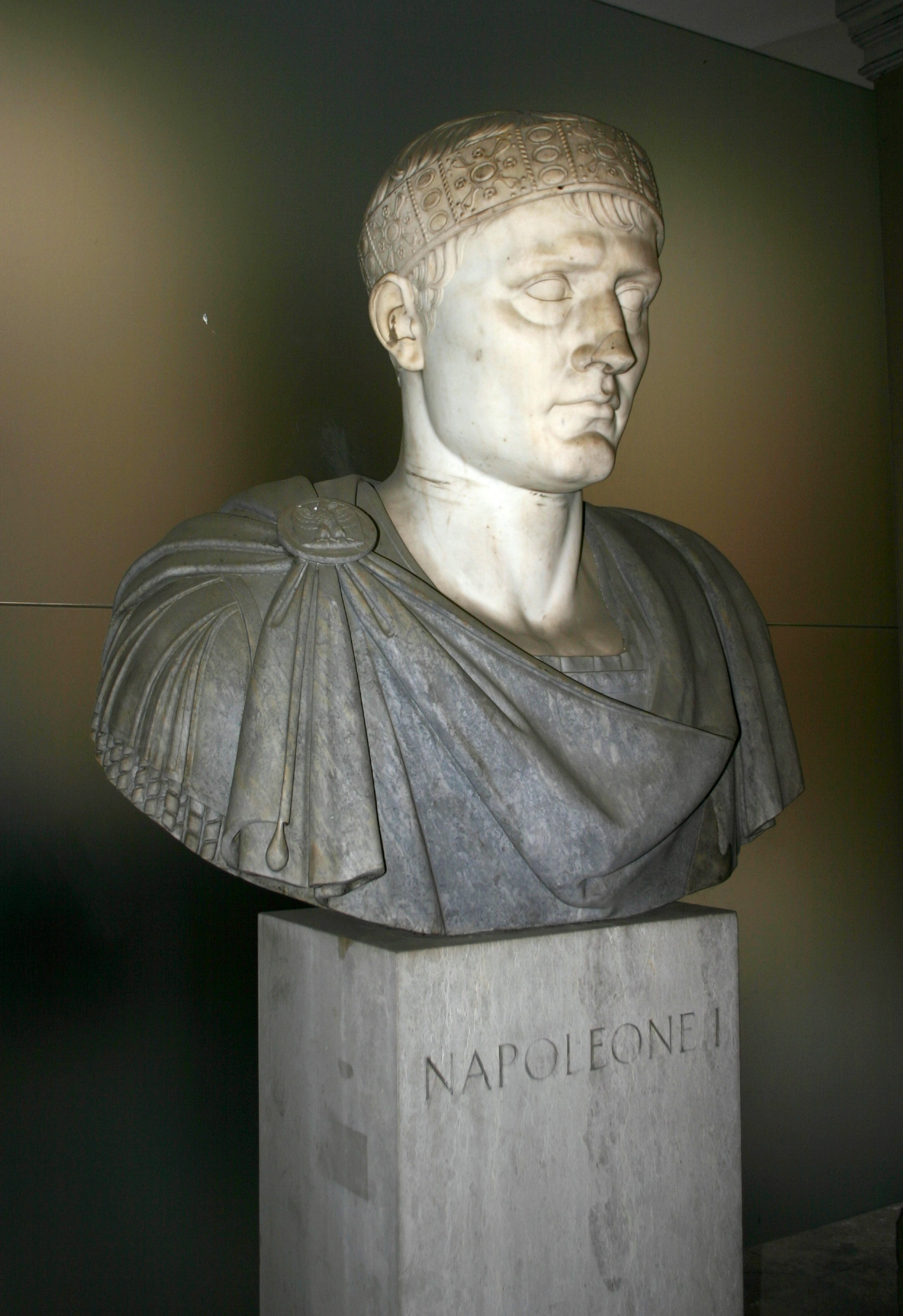
Buste de Napoléon attribué à Angelo Pizzi, musée du Risorgimento (Milan).

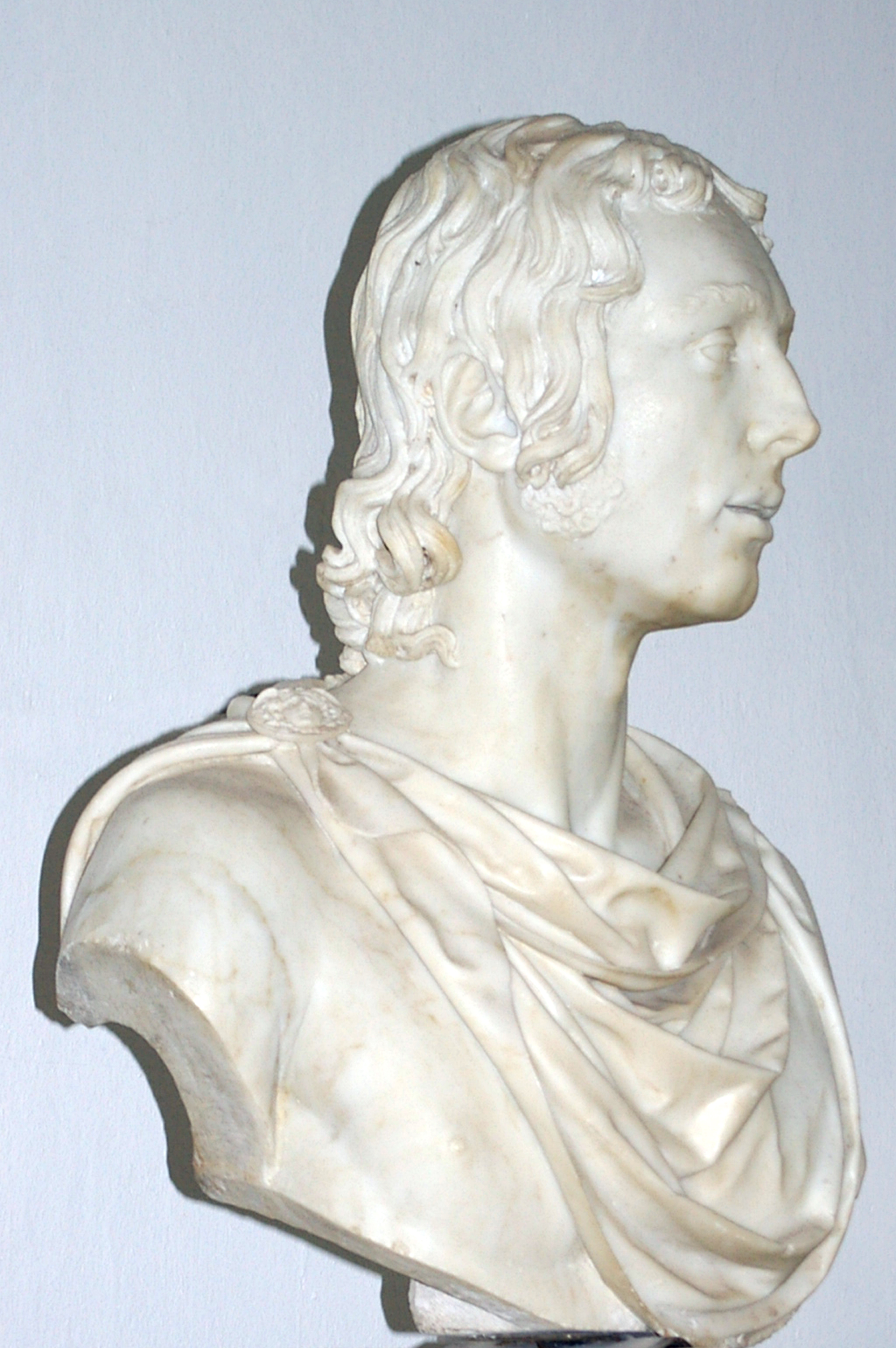
Buste du général Desaix, Hospice du Grand-Saint-Bernard.